# Florin Curuea
Florin Curuea (Bucarest, 18 de diciembre de 1981) es un deportista rumano que compitió en remo. Ganó dos medallas de plata en el Campeonato Europeo de Remo, en los años 2012 y 2013, ambas en la prueba de cuatro sin timonel.

## Palmarés internacional
| Campeonato Europeo | Campeonato Europeo | Campeonato Europeo | Campeonato Europeo |
| Año                | Lugar              | Medalla            | Prueba             |
| ------------------ | ------------------ | ------------------ | ------------------ |
| 2012               | Varese (Italia)    | Medalla de plata   | Cuatro sin timonel |
| 2013               | Sevilla (España)   | Medalla de plata   | Cuatro sin timonel |